# Кобежицько
Кобежицько (пол. Kobierzycko) — село в Польщі, у гміні Врублев Серадзького повіту Лодзинського воєводства.
Населення — 441 особа (2011).
У 1975-1998 роках село належало до Серадзького воєводства.

## Демографія
Демографічна структура станом на 31 березня 2011 року:
|          | Загалом | Допрацездатний вік | Працездатний вік | Постпрацездатний вік |
| -------- | ------- | ------------------ | ---------------- | -------------------- |
| Чоловіки | 225     | 57                 | 145              | 23                   |
| Жінки    | 216     | 45                 | 134              | 37                   |
| Разом    | 441     | 102                | 279              | 60                   |